# Piquer

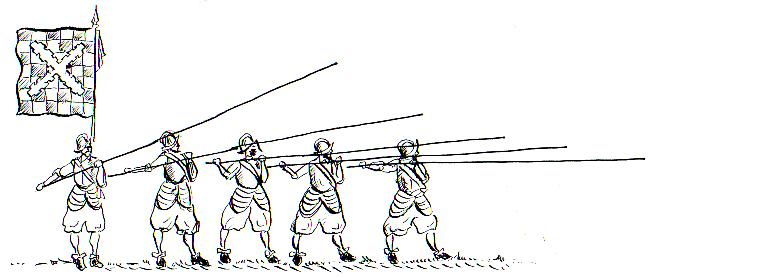
Disposició dels piquers

Un piquer era un soldat d'infanteria armat amb una pica.
Els piquers eren molt eficaços contra les càrregues de cavalleria, atès que amb les llargues piques podien travessar les armadures dels cavalls. No portaven cap més armadura que el casc i una petita malla de metall, cosa que els feia molt dèbils enfront dels atacs d'arquers i ballesters, ja que no tenien cap escut ni altres mitjans de defensa contra armes de projectil.
També actuaren com a unitats de suport i protecció als arcabussers i mosqueters, fins que l'aparició de la baioneta els feu obsolets pels volts del 1700.